# Engelnbergtreppe

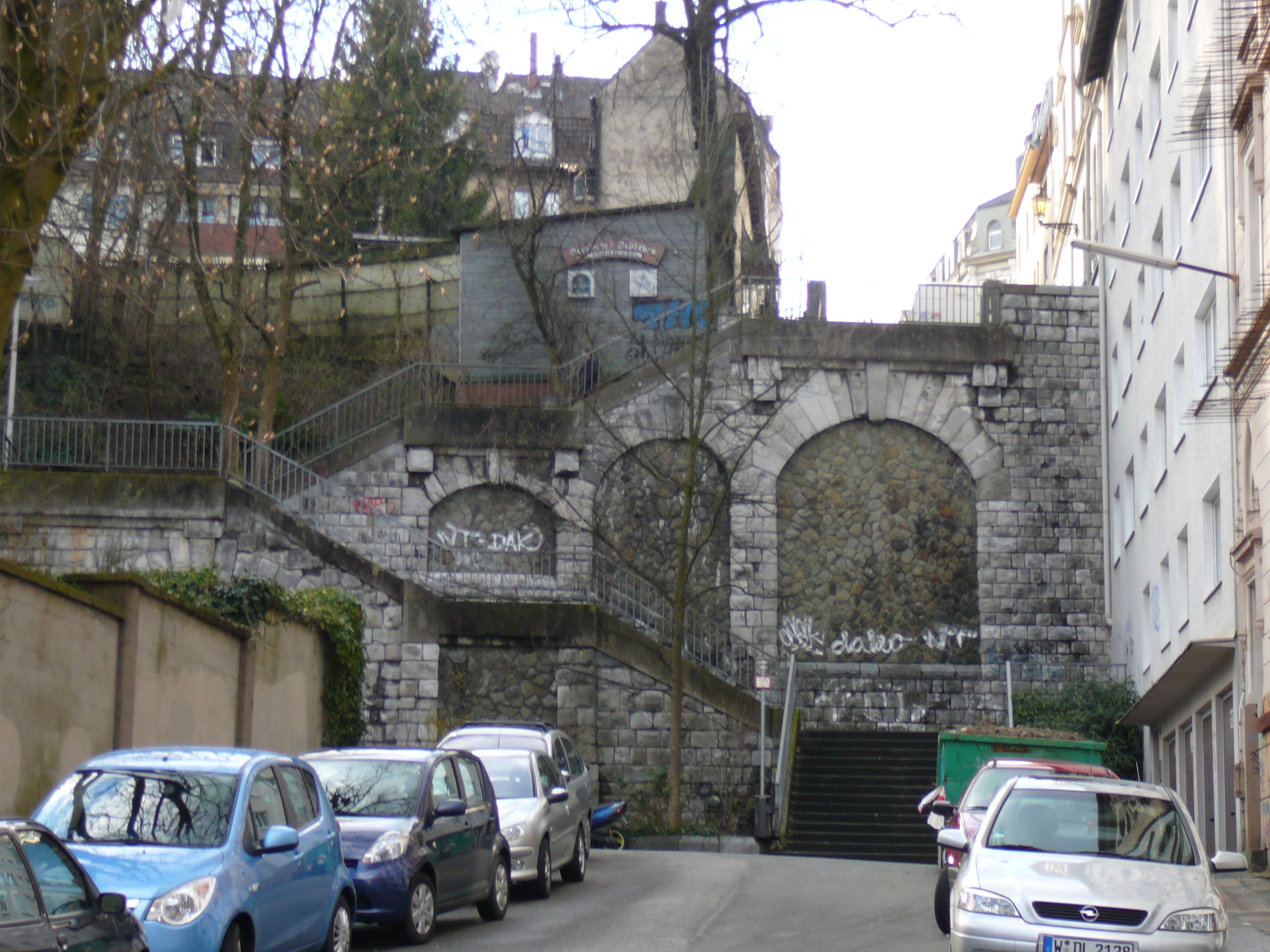
Engelnbergtreppe

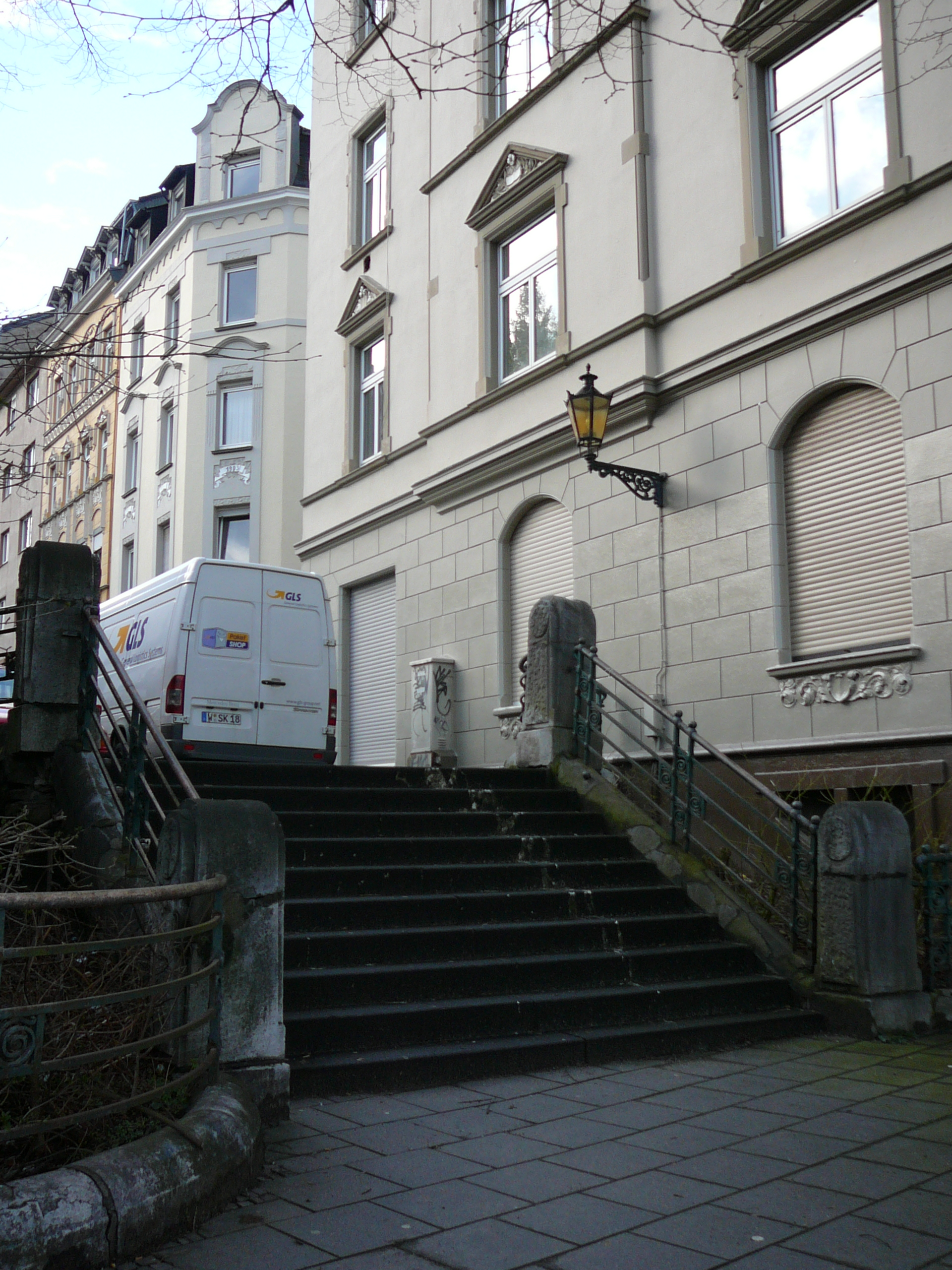
Engelnbergtreppe

Die Engelnbergtreppe (auch Engelnberger Treppe) ist eine denkmalgeschützte Freitreppe im Wuppertaler Stadtbezirk Elberfeld.

## Beschreibung
Mit 72 Stufen führt die 1910 gebaute Treppe den Engelnberg hinauf und verbindet die tallagige Straße Am Engelnberg mit der Hagenauer Straße. Die Engelnbergtreppe erhielt ihren Namen am 12. Dezember 1905. Die Treppe ist eine von mehreren Treppen, die das Zentrum des Wohnquartiers Ostersbaum auf dem Engelnberg erschließen.
Die Denkmaleigenschaft der Treppe wurde am 12. Mai 1992 festgestellt.

## Kunstprojekt – Ascending Scale
Die Treppe war ein Teil des Kunstprojekts „7 Treppen“, das von der Montag Stiftung Bildende Kunst in Zusammenarbeit mit Stadt Wuppertal und der Regionale 2006 und mit Unterstützung des Ministeriums für Bauen und Verkehr im Herbst 2006 gestaltet wurde.
Die Darmstädterin Helga Griffiths verwandelte die Treppe in eine Klanginstallation, dem Bachs Klavierstück Das Wohltemperierte Klavier zugrunde liegt. Über an der Treppe angebrachte Sensoren und gegenüberliegende Reflektoren wurden durch die Bewegung der Passanten die 24 Akkorde ausgelöst. Die dazugehörigen Lautsprecher waren kaum sichtbar in den darüber liegenden Bäumen platziert.